# Floraí
Floraí ist ein brasilianisches Munizip im Norden des Bundesstaat Paraná. Es hat 4.792 Einwohner (2022), die sich Floraienser nennen. Seine Fläche beträgt 191 km². Es liegt 508 Meter über dem Meeresspiegel.

## Geschichte
Quelle:

### Erschließung durch die Companhia Melhoramentos Norte do Paraná
Im Jahr 1924 kam auf Einladung der brasilianischen Regierung die Montagu-Mission in das Land, die von großen Finanz-, Industrie- und Handelsgruppen aus Großbritannien unter Leitung von Edwin Samuel Montagu organisiert wurde. Eines der Mitglieder dieser Expedition, Simon Fraser, 14. Lord Lovat (1871–1933), besuchte den Norden von Paraná. Er war von der Fruchtbarkeit des Landes beeindruckt und erwarb einige Parzellen, um Baumwolle zu produzieren.
Dieser erste Versuch scheiterte. Die Gruppe reorganisierte sich, indem sie die Gesellschaft Paraná Plantations Ltda und am 24. September 1924 die Companhia de Terras Norte do Paraná als deren brasilianische Tochter gründete. Ihr Zweck war der Verkauf von Grundstücken. 1925 wurde als Tochtergesellschaft die Companhia Melhoramentos Norte do Paraná - CMNP gegründet. Diese erwarb von der Staatsregierung fünf zusammenhängende Ländereien zwischen den Flüssen Tibagi, Paranapanema und Ivaí.
Das gesamte Gebiet war noch mit dem ursprünglichen tropischen Regenwald bedeckt. Die Besiedlung und wirtschaftliche Erschließung erfolgte zunächst nur zögerlich, vor allem wegen des schwierigen Zugangs zu den Häfen und den großen Absatzmärkten. Die Eisenbahnverbindung mit São Paulo wurde durch die Estrada de Ferro São Paulo-Paraná.hergestellt, die über die Stadt Ourinhos nach Cambará führte. Die CMNP übernahm die Bahn und begann mit dem Ausbau ihrer Liegenschaften über den Paranapanema hinaus in Paraná. Die Bahn erreichte 1935 Londrina und 1937 Apucarana und Ende der 1940er Jahre schließlich Maringá.

### Beginn der Besiedlung Floraís 1946
Die ersten Grundstücke im Gebiet des Munizips Floraí verkaufte die CMNP 1946. Das Grundstück, auf dem heute das Rathaus steht, wurde von ihrem Besitzer Fazenda Santa Flor genannt. Dieser ließ sich 1949 hier mit seiner Familie nieder. Es begannen die Arbeiten zur Abholzung des Waldes für den Bau einer Straße zur heutigen Gemeinde Presidente Castelo Branco. Andere Familien kamen von der Paranhos-Farm an der Grenzstraße mit São Carlos do Ivaí. Diese Fazenda war an der Grenze zwischen den Ländereien der CMNP und der Luftfahrtgesellschaft (BRAVIACO) am Ufer des Ribeirão Esperança gegründet worden. Von dort aus war die Straße zur Fazenda Brasileira, dem heutigen Paranavaí, gebaut worden.
Die Anwerbung der Pioniere erfolgte durch Makler. Diese waren hauptsächlich in den Bundesstaaten São Paulo, Minas Gerais, Mato Grosso, Goiás, Santa Catarina, Rio Grande do Sul unterwegs. Sie erzählten den Bauern in ihren Heimatorten, dass das Land im Norden von Paraná fruchtbar und leicht zu erwerben war. Ende der 1940er Jahre kamen praktisch täglich Scharen von Menschen vor allem mit Pickups an, meist zu 10 bis 12 Personen, um die Ländereien der Region kennenzulernen.
Der Grundstückserwerb erfolgte direkt bei den Maklern. Es war üblich, dass die Geschäfte im Haus des Landwirts, in Anwesenheit der Familie, geschlossen wurden. In der Regel handelte es sich um Ratenkaufverträge. Die Verträge wurden nicht registriert, aber gestempelt. Nach Zahlung der letzten Rate bekamen die Bauern von der CMNP die endgültigen Urkunden.
Als sie in Floraí ankamen, errichteten die Bauern mit Planen abgedeckte Ranchos. Von dort aus heuerten sie die 'Gatos' an, die das Fällen übernahmen. In den ersten Jahren gab es noch keine Sägewerke, so dass das Holz verbrannt wurde. Erst drei bis vier Jahre nach den ersten Bewohnern wurden Sägewerke in Floraí errichtet. Diese kauften nur Stämme mit mehr als 40 cm Durchmesser. Praktisch alle in der Gemeinde errichteten Häuser wurden mit diesem Holz gebaut. Die Bauern gaben praktisch ihre gesamten Ersparnisse für den Kauf der Parzellen aus. Das Wenige, das noch übrig war, ging bald zur Neige, und da der Ertrag aus dem Kaffeeanbau gering war, waren sie ohne Einkommen gezwungen, Waren, Betriebsmittel und Medikamente auf Kredit bei lokalen Händlern zu kaufen. Sie machten Schulden, deren Begleichung Jahre dauern würde.
Im Jahr 1958 gab es in Floraí praktisch keinen Wald mehr. Zu dieser Zeit gab es noch keine Art von Umweltbedenken. Die Regierung förderte die Verwüstung, indem sie eine Steuer von denen erhob, die den Wald nicht abholzten.
Wenn schon die Flora üppig war, so war auch die Fauna sehr reich und vielfältig. Unter den Arten, die hier lebten, überwogen die Affen, Hirsche, Pekaris, Tapire, Buschhunde, Quati, Jaguar, Capybara, Paca; und unter den Vögeln der Jacu, Ara und der Papagei.

### Kaffee (1952 bis 1975)
Nach dem Fällen der Bäume zündeten die Bauern die Bäume an, wenn die herabgefallenen Äste und Blätter bereits trocken waren. Dann hoben die Bauern Löcher aus und steckten Kaffeesamen hinein, in der Regel sieben bis acht Samen pro Loch, in einer Tiefe von 40 cm. Die Samen begannen 60 Tage nach der Aussaat zu keimen. Dieser Zeitraum fiel mit der heißesten Zeit des Jahres zusammen, so dass es notwendig war, die junge Pflanze mit Holzspänen von den Stämmen gefällter Bäume zu bedecken.
Die ersten produktiven Kaffeeplantagen in Floraí stammen aus dem Jahr 1952. Sie bildeten gut zwei Jahrzehnte lang den Schwerpunkt der wirtschaftlichen Entwicklung.
Der Schlag kam mit dem Frost 1975. Ohne die früheren staatlichen Anreize fiel die Kaffeeproduktion und konnte sich nicht mehr erholen.

### Soja und landwirtschaftliche Diversifizierung (seit 1976)
Es begann ein neuer Prozess tiefgreifender Veränderungen in der Stadt und der Region, der das soziale und wirtschaftliche Profil vollständig veränderte. Die Bevölkerung in den kleinen Gemeinden ging deutlich zurück, es gab eine signifikante Landflucht, so dass die Region überwiegend städtisch wurde. In den größeren Zentren wie Maringá, Umuarama, Londrina, Paranavaí und Apucarana wuchs die Bevölkerung.
In dieser Zeit des Wandels wurde Soja allmählich zur Hauptanbaupflanze in der Gemeinde, was nicht nur die negativen Auswirkungen der Kaffeekrise milderte, sondern auch die hohe Anpassungsfähigkeit an die Veränderungen und Bedürfnisse des Weltmarktes bewies. In den fruchtbarsten Gebieten der Gemeinde, in denen die Böden aus Basalt bestehen, ersetzte Soja den Kaffee. Auf den Böden aus Sandstein wurde der Kaffeeanbau dagegen durch verschiedene andere Aktivitäten ersetzt, wie z. B. Milch- und Rinderzucht, Seidenbau, Schweinezucht, Geflügelzucht, Anbau von Orangen, Baumwolle, Mais, Maniok und einige Subsistenzaktivitäten wie Reis und Bohnen.

## Geografie

### Fläche
Floraí hat eine Fläche von 191 km². Das entspricht 0,0959 % des Staates Paraná und 0,0022 % des gesamten brasilianischen Territoriums. Es besteht aus zwei Siedlungskernen: dem eigentlichen Kernort Floraí und dem Distrikt Nova Bilac. Des Weiteren hat es fünf ländliche Gemeinden: Comunidade Paulo Felipe, Comunidade da Estrada da Usina, Comunidade da Estrada Genúncia, Colônia Mandaguari und Comunidade Paranhos. Die beiden letzteren liegen an der Estrada Paranhos.

### Lage
Floraí liegt auf dem Breitengrad 23º19'01" Süd und dem Längengrad 52º18'14" West, also gerade noch in den Tropen, nur wenige Kilometer nördlich des Südlichen Wendekreises. Die Meereshöhe beträgt 482 Meter.

### Gewässer
Der Rio da Esperança, ein rechter Nebenfluss des Rio Ivaí, bildet zunächst die nordwestliche Grenze des Munizips und durchfließt dann den westlichen Bereich des Munizips.
Entlang der nordöstlichen Grenze fließt der Côrrego dos Uapes. Die Côrregos do Urano, Aratu, Goliá und Gurupá fließen innerhalb des Munizips zum Rio da Esperança, 

### Straßen
Nach Presidente Castelo Branco an der Rodovia do Café (BR375) sind es 15 km. Über diese erreicht man Nova Esperança (insgesamt 28 km) und Maringá (insgesamt 48 km).

### Nachbarmunizipien
| Tamboara           |                                             | Nova Esperança            |
| São Carlos do Ivaí | Kompassrose, die auf Nachbargemeinden zeigt | Presidente Castelo Branco |
|                    | São Jorge do Ivaí                           |                           |

## Demografie
Die Bevölkerungszahl im Jahr 2020 wurde vom IBGE auf 4906 Einwohner geschätzt.

### Daten der Volkszählung 2010
Gesamtbevölkerung: 5050
- Stadtgebiet: 4472
- Ländlicher Bereich: 578

### Index der menschlichen Entwicklung (IDH)
IDH 2010: 0,745
- Einkommensindex:  0,739
- Lebenserwartungsindex:  0,853
- Bildungsindex:  0,656